# مزاجي (ألبوم)
مزاجي ألبوم أنتج في مطلع عام 2014 ؛ يضم الألبوم مجموعة تعاونات مع الشعراء والملحنين والموزعين الموسيقيين الأهم في الأغنية الخليجية، حيث تأتي الأغنية الأولى في الألبوم "مزاجي" التي تعاون بها مع الشاعرة القطرية "الأماني" والملحن عبد الله المناعي، وهو ليس التعاون الوحيد الذي يجمعه معهم، حيث توجد أغنيتين أيضاً من كلماتها وألحان المناعي تحمل إحداها عنوان"ليه أنا أهتم" والثانية عنوان "كثير اللي.
وتحمل الأغنيات الـ15 التي يضمها الألبوم تعاوناً واضحاً في الكلمة والمواضيع التي تضمنتها الأغنيات التي تعاون في توزيع موسيقاها مع الموزعين الموسيقيين «سيروس» الذي قدم سبعة أغنيات من توزيعه، ومدحت خميس عبر أغنيتين، وهشام السكران عبر أغنيتين أيضاً، لتأتي أغنية من قبل كل من وليد فايد، خالد عز، زفير والدكتور سليمان الديكان، الذي قام بتوزيع أغنيته التي لحنها بنفسه.
وقد حاز الألبوم نجاحاً ملحوظاً ولكنه أتى عكس التوقعات بعد أن حقق ألبوم تجي نعشق نجاحاً ساحقاً عام 2012.

## قائمة أغاني الألبوم
1. ' مزاجي ' وقد صورت على طريقة الفيديو كليب
2. لا يا حبيبي
3. ليه أنا أهتم
4. ' تخيل' وقد صورت على طريقة الفيديو كليب
5. تصبر
6. كثير اللي
7. خل قلبي
8. أبيك
9. سبحانه
10. يازعلان
11. ما عوضوني
12. المستهتر
13. أنت والدنيا
14. ما رحموني
15. ما نده

## واقعة حصوله على أغنية تصبر
أكد فهد الكبيسي واقعة حصوله على أغنية «تصبر» من نجل الراحل فايق عبد الجليل يوما واحدا قبل سعي الفنان السعودي عبادي الجوهر للحصول عليها والتي سبق لهذا الأخير أن أشار إليها في المؤتمر الصحافي الذي عقده سابقا، حيث أشار إلى أنه اتصل بالجوهر واعتذر له عن هذه الواقعة لكونه لم يكن يعرف رغبته في الحصول عليها، لكنه وجد في الجوهر الفنان ذا القلب الكبير الذي نوه به وشجعه.

## وصلات خارجية
- بوابة الألبوم الإلكترونية